# Romain (Marne)
Romain település Franciaországban, Marne megyében. Lakosainak száma 325 fő (2022. január 1.). Romain Meurival, Muscourt, Courlandon, Breuil, Montigny-sur-Vesle, Ventelay, Baslieux-lès-Fismes és Les Septvallons községekkel határos.

## Népesség
A település népessége az elmúlt években az alábbi módon változott:
| Lakosok száma | 294  | 261  | 295  | 319  | 334  | 329  | 315  | 309  | 310  | 325  |
|               | 1968 | 1982 | 1990 | 2006 | 2013 | 2015 | 2017 | 2019 | 2020 | 2022 |